# Karl Gustaf Ehrström
Karl Gustaf Ehrström, född 17 mars 1822 i Åbo, död 23 oktober 1886 i Helsingfors, var en finländsk jurist. Han var brorson till Fredrik August Ehrström och far till Robert Ehrström.
Ehrström blev student 1840, filosofie kandidat 1846, juris utriusque kandidat 1852 och juris licentiat 1854 samt utnämndes 1860 till professor i kriminallagfarenhet och rättshistoria vid Helsingfors universitet. Det vid samma tid, i sammanhang med nationalrepresentationens återupplivande, påbörjade legislativa reformarbetet satte honom i tillfälle att utöva ett stort inflytande på den nyare strafflagstiftningen i Finland, dels såsom ledamot eller sekreterare i lagberedningskommittéer, dels såsom en av universitetets representanter vid lantdagarna 1872 och 1877–78. 
Ehrströms mest betydande arbete är det 1875 färdigblivna finska strafflagsförslaget, som utarbetades inom en kommitté, av vilken han var ledamot, och huvudsakligen redigerades av honom. År 1877 blev han ledamot av Justitiedepartementet, åren 1880–82 var han ledamot i Kommittén för finska ärenden i Sankt Petersburg och utnämndes 1886 till prokurator i senaten. Han var en verksam medlem av Juridiska föreningen i Finland och publicerade uppsatser i dess tidskrift. 